# Fahrradkennzeichen (Schweiz)

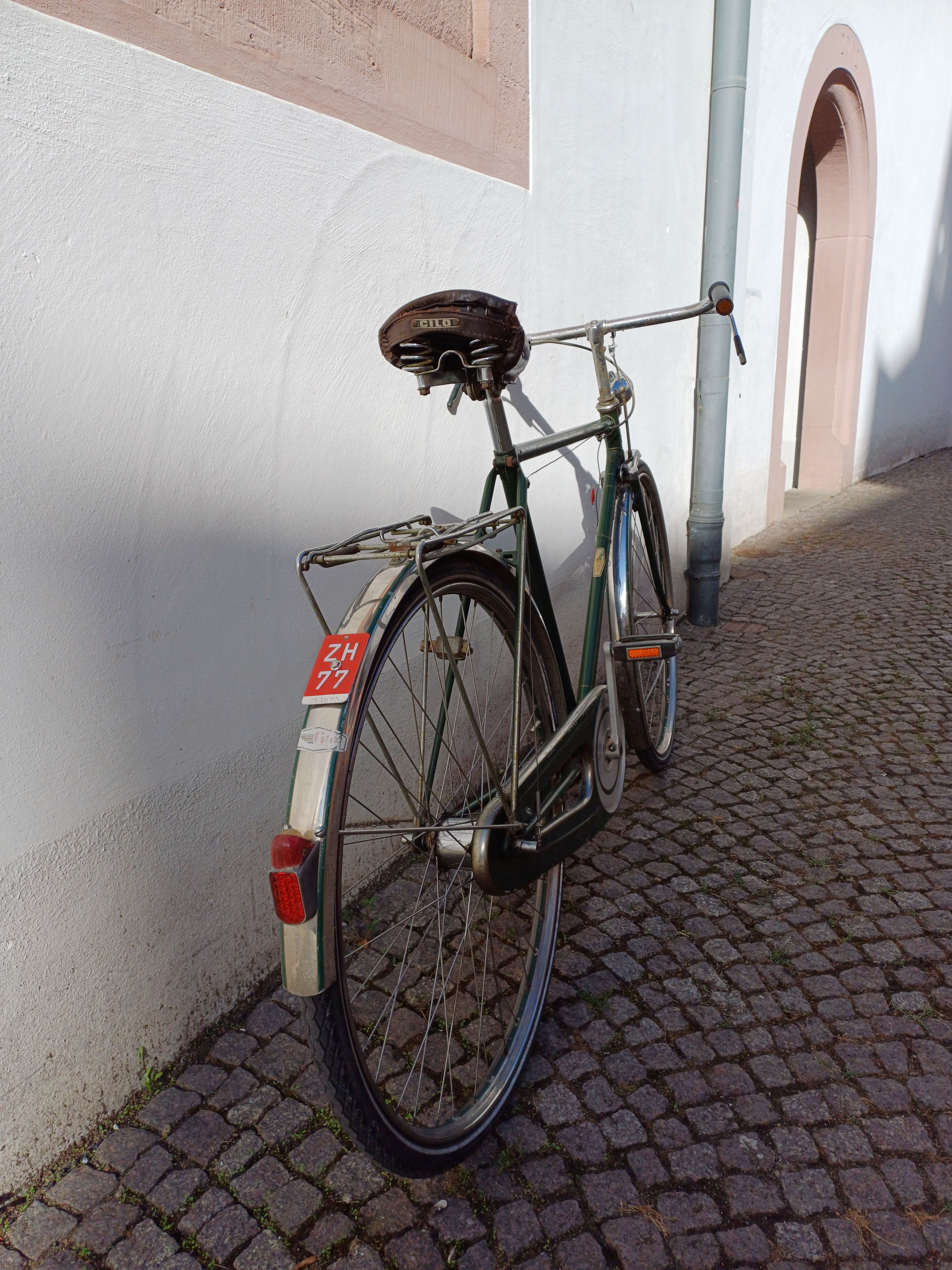
Velo mit Zürcher Kennzeichen ZH / 77

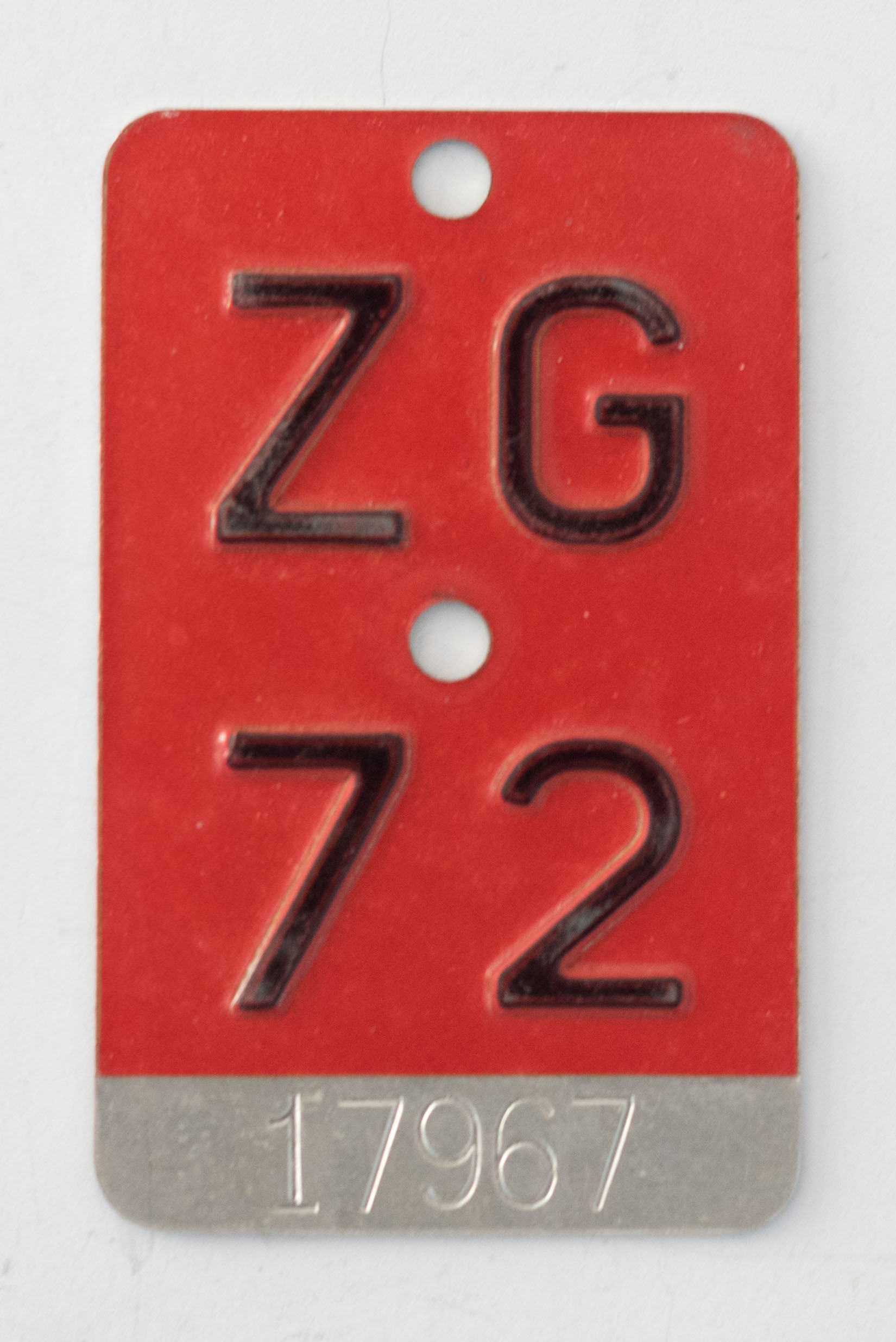
Velonummer (Kanton Zug 1972)
Oben der Kanton, unten das zweistellige Jahr, ganz unten die eigentliche fortlaufende Velonummer

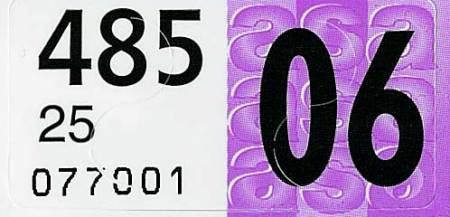
Velovignette (1990 bis 2011)
Oben links gross die Nummer des Versicherers, in der Mitte die Nummer desjenigen Kantons (in der Reihenfolge gem. 1 BV), wo der Versicherer seinen Sitz hat (hier Genf), unten eine fortlaufende Nummer, rechts das Gültigkeitsjahr

Das Fahrradkennzeichen war bis 2011 in der Schweiz ein auf Fahrrädern angebrachtes Kennzeichen, bis 1989 in Form eines Schildes, umgangssprachlich Fahrradnummer oder Velonummer, seither in Form einer Vignette, der Velovignette, ugs. auch Velomärkli (ab 1989). Das Kennzeichen galt als Beleg für die Haftpflichtversicherung des Fahrrads.
Da die Haftpflichtversicherung für Fahrräder in der Schweiz obligatorisch ist, wurde das Fahrradfahren ohne gültiges Kennzeichen in der Schweiz zuletzt (2011) mit einer Busse von 40 Franken bestraft. Für Besucher aus dem Ausland war keine Vignette vorgeschrieben.
Das Kennzeichen war eine Haftpflichtversicherung für Schäden an Dritten, die mit zuletzt bis zu zwei Millionen Schweizer Franken gedeckt war. Wenn beispielsweise bei einem Verkehrsunfall ein Velo ein Auto streifte und den Lack beschädigte, so bezahlte den Schaden die Haftpflichtversicherung. Schäden am eigenen Velo oder Diebstahl waren in der Versicherung nicht enthalten, jedoch boten in den 2000er-Jahren viele Versicherungsgesellschaften eigene Velovignetten an, die diese Zusatzleistungen enthielten.
Bei Velos, die ohne Kennzeichen unterwegs waren, übernahm zuletzt der Nationale Garantiefonds die Haftpflichtkosten, wenn keine andere Versicherung den Schaden übernahm. Jedoch konnte er grundsätzlich Regress auf den Verursacher nehmen, da zum Zeitpunkt des Unfalls kein Versicherungsschutz vorhanden gewesen war.
Die Velovignetten galten schweizweit und in den Nachbarstaaten der Schweiz. Für Versicherte, die nicht in der Schweiz wohnten, war die Gültigkeit der Haftpflichtversicherung allerdings häufig auf das Gebiet der Schweiz beschränkt. So konnten Fahrradtouristen zwar eine Velovignette erwerben, doch da Haftpflichtschäden beim Velofahren beispielsweise in Deutschland durch die Privathaftpflichtversicherung übernommen werden, war es für Urlauber zumeist sinnvoller, eine umfassende Haftpflichtversicherung abzuschliessen, die auch Haftpflichtschäden im Ausland abdeckte.

## Geschichte

### Blechschilder
Ab 1893 gaben die ersten Kantone Veloschilder aus. Deren Gestaltung oblag den Kantonen. Ab ungefähr 1902 war der zugehörige Kanton anhand des Erscheinungsbildes erkennbar. Als Material wurde Aluminium oder Stahlblech verwendet. Während anfänglich die Schilder alle drei Jahre ersetzt werden mussten, wurde es in den 1910er bzw. 1920er-Jahren allgemein üblich, die Nummer jedes Jahr zu ersetzen. Jedes Schild enthielt eine fortlaufende Nummer, anhand derer der Besitzer identifiziert werden konnte. Daher kommt der Ausdruck «Velonummer». In einigen Kantonen änderte sich die Form der Schilder nahezu jährlich. Die Gültigkeitsdauer reichte vom 1. Januar des Ausgabejahrs bis zum 15. Mai (so 1959) bzw. 31. Mai (so 2011) des darauf folgenden Jahres. Anzubringen waren die für Schrauben gelochten Kennzeichen am Schutzblech des Hinterrads, am Gepäckträger oder an den Sattelstreben.
Um die 1950er-Jahre herum führten die Kantone nach und nach bis 1961 eine einheitliche Veloschildform ein. Es war ein Hochkantformat, in das ein Kantonskürzel, die zwei letzten Ziffern des Ausgabejahres und eine Kontrollnummer in kleiner Schrift gestanzt waren. Ab 1952 hatten die meisten Kantone eine reflektierende Oberfläche eingeführt. Die Grundfarbe der Velonummern war ab den 1910er Jahren gerne bunt gehalten, besonders in den 1940er und 1950er Jahren wurde die Grundfarbe in fast jedem Kanton geändert. Mit der Einführung der VVV im Jahr 1960 wurde die Grundfarbe vom Bund mit rot-reflektierend vorgegeben. Kantonsbuchstaben und Jahreszahl mussten in einer Farbe gehalten werden, die sich von der Farbe des Kennzeichens deutlich unterschied. Die Grösse der Kennzeichen wurde mit 8 × 5 cm vorgegeben. Der Kanton Tessin widersprach der Verordnung und hatte keine Farbe für die Buchstaben und Zahlen aufgetragen. Zudem hatte der Kanton Tessin im Jahr 1962 die gelbe Grundfarbe für Mofanummern eingeführt, obschon die VVV im ersten Rang eine weisse und im zweiten Rang eine rote Grundfarbe erlaubte. Die Mofanummern wurden ab 1961 im gleichen Format wie die Velonummern in Umlauf gebracht. Der Kanton Aargau folgte 1968 mit der gelben Grundfarbe für Mofanummern und fast alle anderen Kantone hatten dann 1969 nachgezogen. Die Kantone Waadt und Zug waren die letzten beiden Kantone, welche 1970 die gelbe Grundfarbe für Mofanummern eingeführt haben. Einige Kantone gaben für Veloanhänger sowie auch die Schweizer Armee für ihre Velotruppe von 1905 bis zu deren Auflösung 2003 eigene Velonummern heraus.

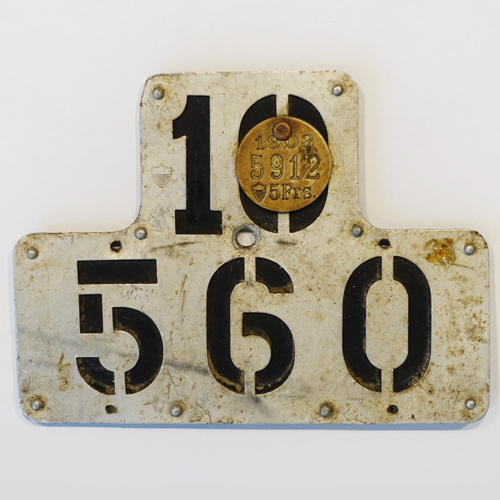
Waadt, 1903
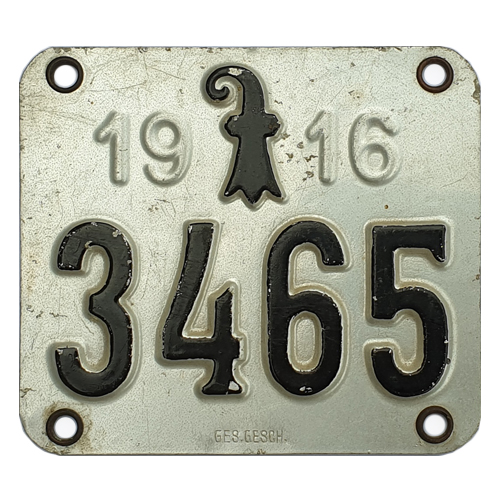
Basel-Stadt, 1916
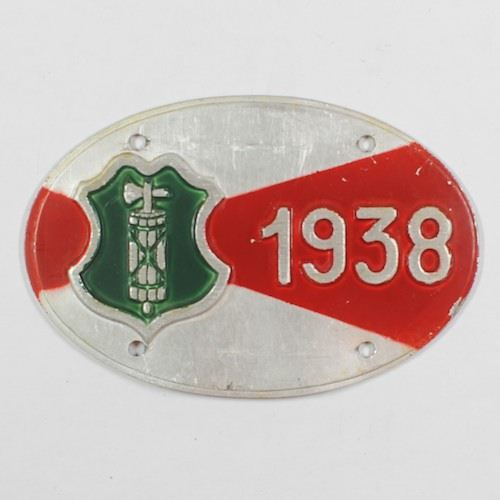
St. Gallen, 1938
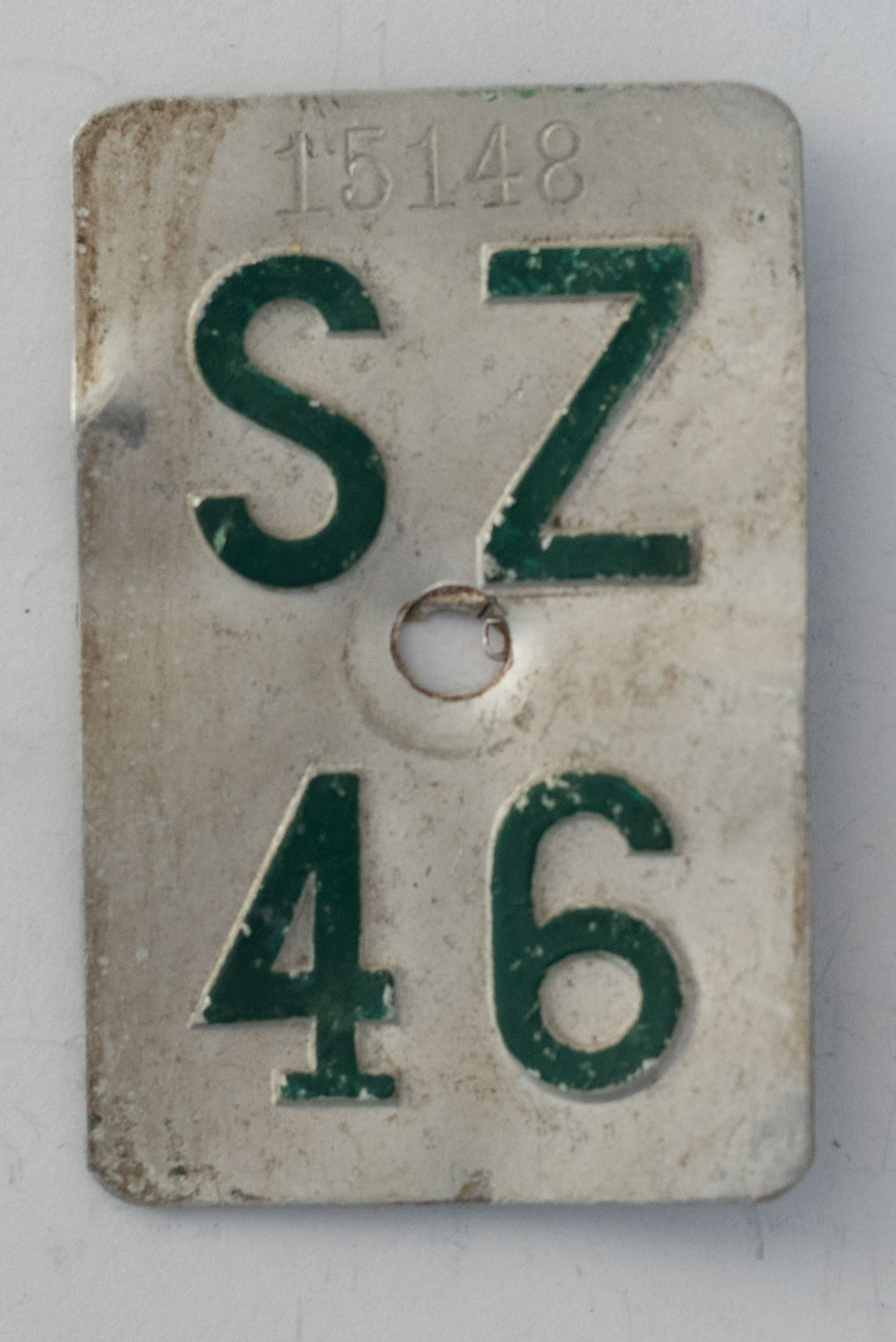
Schwyz, 1946
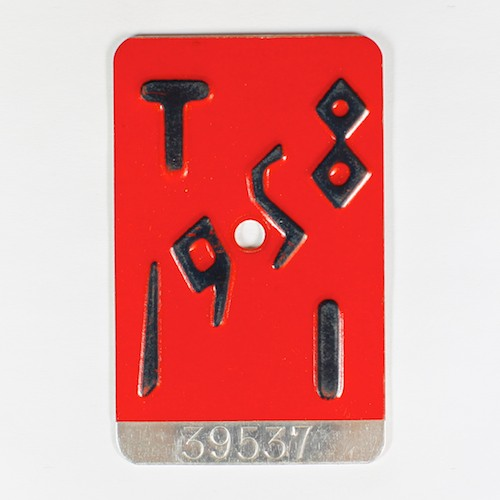
Tessin, 1958
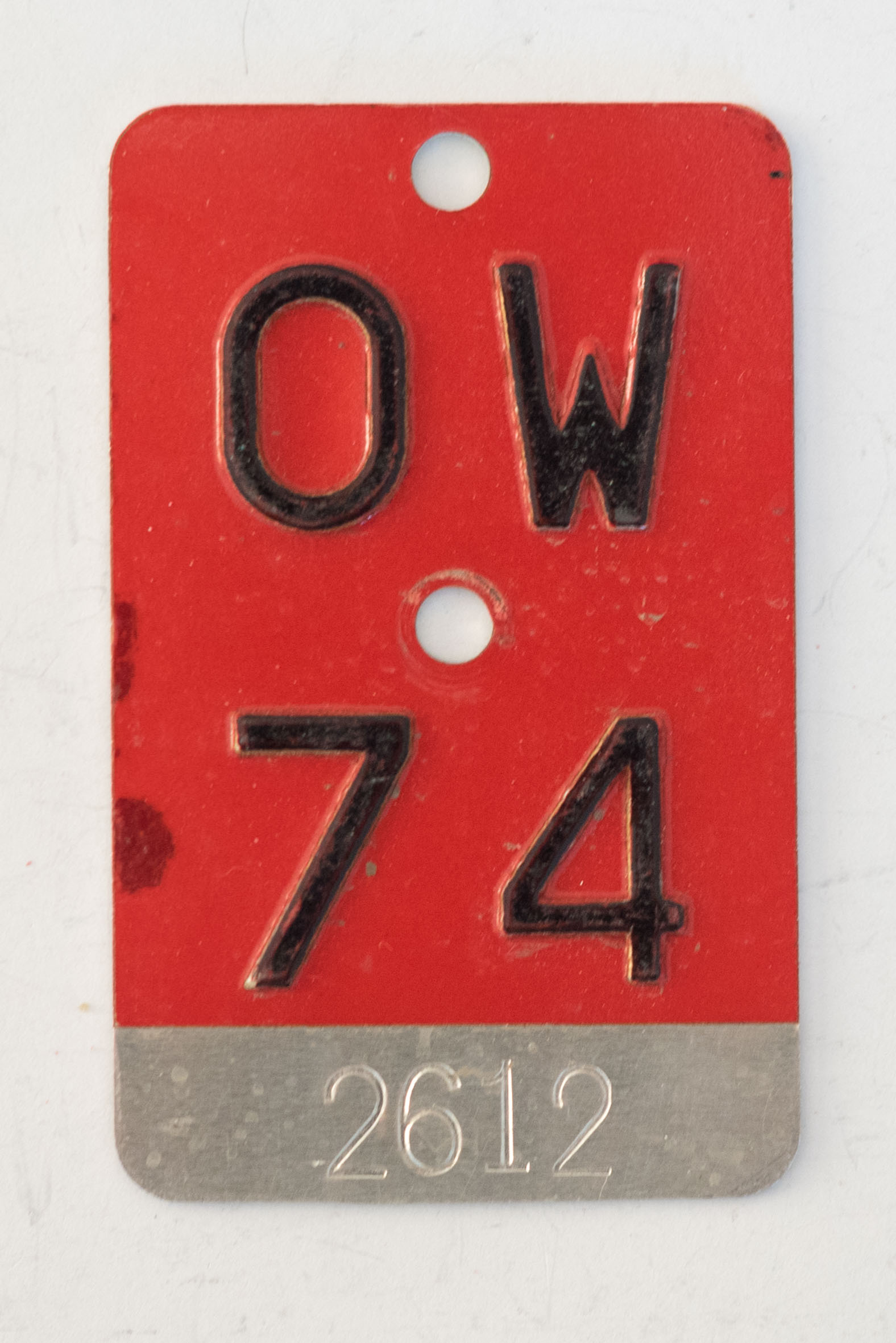
Obwalden, 1974
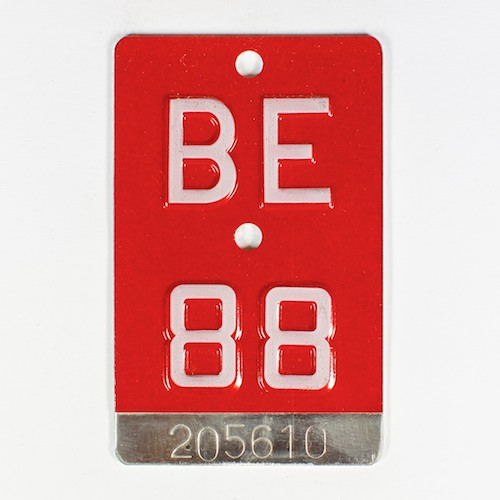
Bern, 1988

### Fahrräder des Bundes

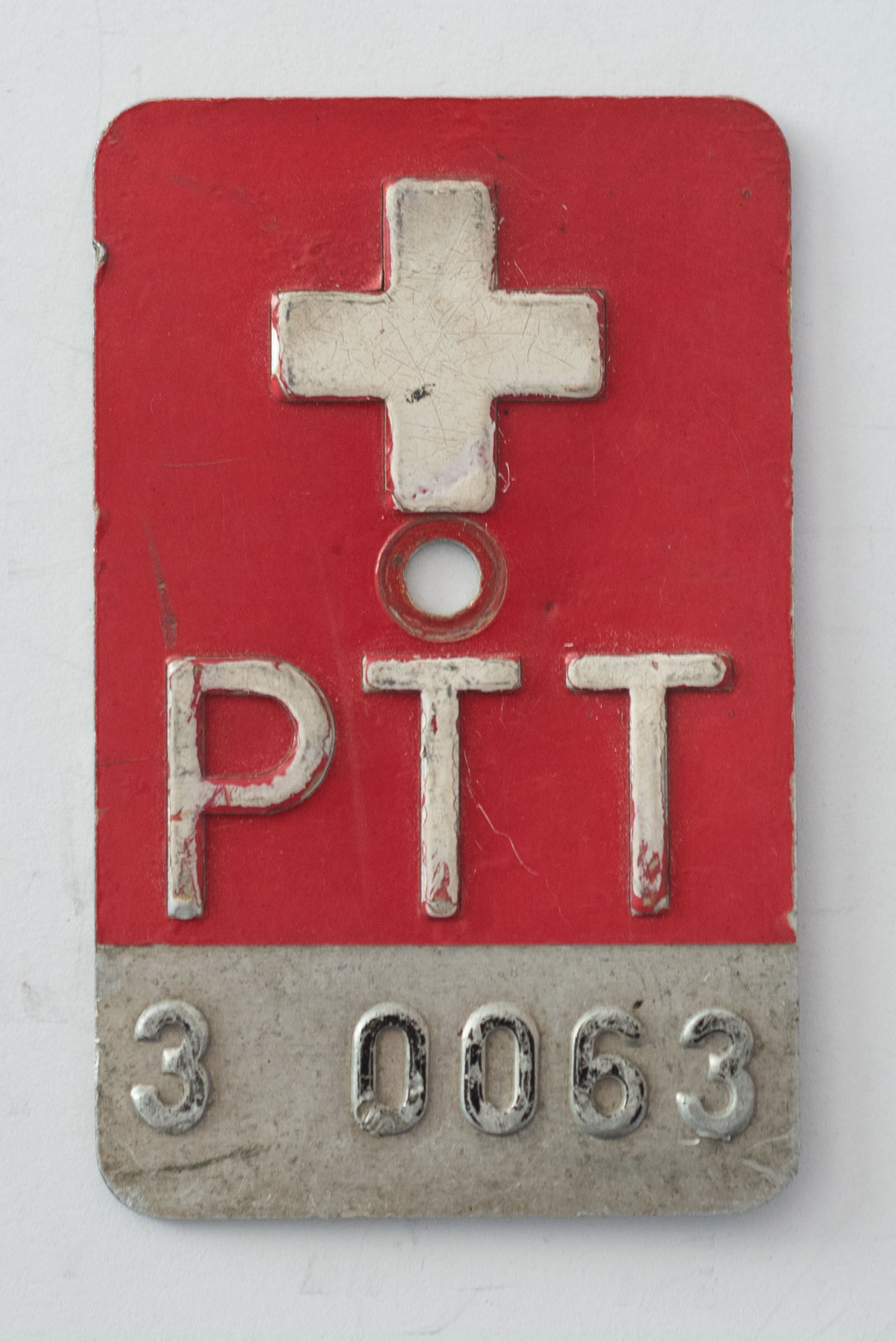
Velos des Bundes hatten bis zuletzt Blechschilder, hier eine Velonummer der PTT (Postkreis 3 Bern)

Fahrräder des Bundes enthielten keine Jahreszahl und waren unbefristet gültig, konkret die der PTT (Buchstabe PTT) bzw. später die der Post (Buchstabe P), der Bundesbehörden (Buchstabe PR), der Armee (Buchstabe M), der Militärverwaltung (Buchstabe MV) und die der Zollverwaltung (Buchstabe ZD).

### Vignetten
Ab 1989 wurden wegen der hohen Kosten statt Aluschildern selbstklebende Vignetten verwendet, die 4 cm breit und 2 cm hoch sind. Auf diesen sind die zwei letzten Ziffern des Ausgabejahres, je eine Kennzahl für die betreffende Versicherungsgesellschaft und den Kanton, in dem sie ihren Sitz hat, sowie die Kontrollnummer aufgedruckt. Ausgenommen hiervon waren gemäss Fahrräder des Bundes, hier wurden unverändert die Metallplatten verwendet.
Eine Ausnahme stellte der Kanton Jura dar, dieser hatte bereits 1988 selbstklebende Vignetten in Umlauf gebracht, deren Aussehen sich an den Mofanummern-Vignetten orientierte.

### Abschaffung

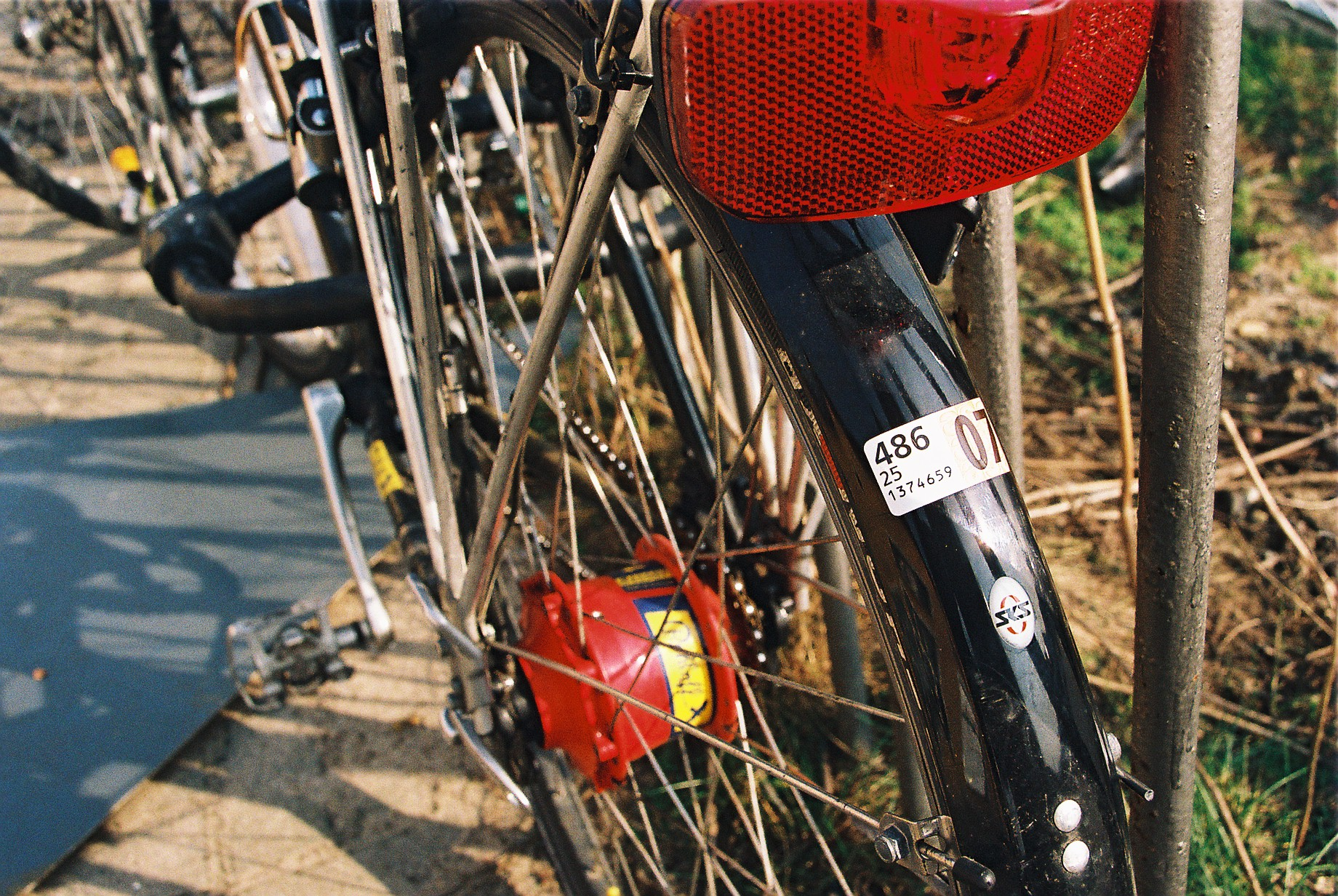
Velovignette am Fahrrad

Der Nutzen der Vignette wurde in der Schweiz immer wieder in Frage gestellt. Es wurde vorgebracht, der Verwaltungsaufwand sei grösser als der Nutzen, da heute bereits 90 % der Radfahrer über eine private Haftpflichtversicherung verfügen (viele Haftpflichtversicherungen gaben die Vignetten gratis an ihre Kunden ab). Ständerat Philipp Stähelin (CVP/TG) verlangte in einer parlamentarischen Initiative die Abschaffung der Fahrradnummern. Er bezeichnete die Fahrradnummern als «alten Zopf» und erwähnte, dass rund 20 % der Versicherungsprämie für die Administration verwendet würden.
Die Kommission für Verkehr und Fernmeldewesen des Ständerates entschied im Mai 2009, der Initiative keine Folge zu leisten. Die Mehrheit der Kommission begründete, dass sich das System bewährt hätte; sie befürchtete zudem, dass die zehn Prozent der Bevölkerung, die über keine private Haftpflichtversicherung verfügten, versicherungslos bleiben würden. Der Ständerat folgte am 28. Mai 2009 jedoch den Argumenten von Stähelin und nahm die Vorlage mit 21 zu acht Stimmen deutlich an. Die nationalrätliche Kommission gab in ihrer Sitzung im August 2009 ihre Zustimmung zur Ausarbeitung einer Vorlage. Im Februar 2010 stellte die ständerätliche Kommission den Gesetzesentwurf vor, der in die Vernehmlassung gegeben wurde. 2010 sprachen sich beide Parlamentskammern für die Abschaffung der Velovignette aus.
Die Verordnungsänderungen zur Aufhebung der Vignettenpflicht traten auf den 1. Januar 2012 in Kraft.

## Vertrieb
Die Velonummern waren bis 1989 nur bei den Gemeindeämtern und mit einer Registrierung des Halters und des Fahrrads (Marke und Rahmennummer) erhältlich. Gestohlene oder gefundene Fahrräder konnten so wieder den Besitzern zugeführt werden. Der Preis bestand aus der Jahreshaftpflichtversicherungsprämie, der Verkehrsabgabe und dem Preis der Alu-Platte und war von Kanton zu Kanton verschieden, bewegte sich jedoch meist im Bereich um die 10 Franken. Ab 1989 waren die Vignetten an Verkaufsstellen beispielsweise der Schweizerischen Post, der SBB, der Velohändler und in verschiedenen Verkaufsgeschäften wie Migros und Denner zu unterschiedlichen Preisen (zirka 4 Fr. bis 10 Fr. Stand 2008) erhältlich. Der Preis bestand nun nur aus der Haftpflichtversicherungsprämie; die Herstellungskosten der Vignette waren vernachlässigbar und man konnte sie durch die beigelegte Werbung der jeweiligen Versicherungsgesellschaft als abgegolten ansehen. Die Verkehrsabgabe wurde von den Gemeinden übernommen. Der Käufer füllte fakultativ seine Personalien auf einen zweiten ablösbaren Teil des Vignettenformulars aus, den er zusätzlich auf dem Velo anbringen konnte, wenn er sich dessen Identifizierbarkeit bzw. Erkennung der Zugehörigkeit zum Besitzer wünschte. Weiterreichende Angaben zum Besitzer und zum Fahrrad wurden nur im Versicherungsfall benötigt. Eine zentrale obligatorische Registratur in bisheriger Form existierte seitdem nicht mehr. Um Halter von gefundenen Fahrrädern identifizieren zu können, boten Drittfirmen diese Dienstleistung kostenpflichtig an.

## Übertragbarkeit

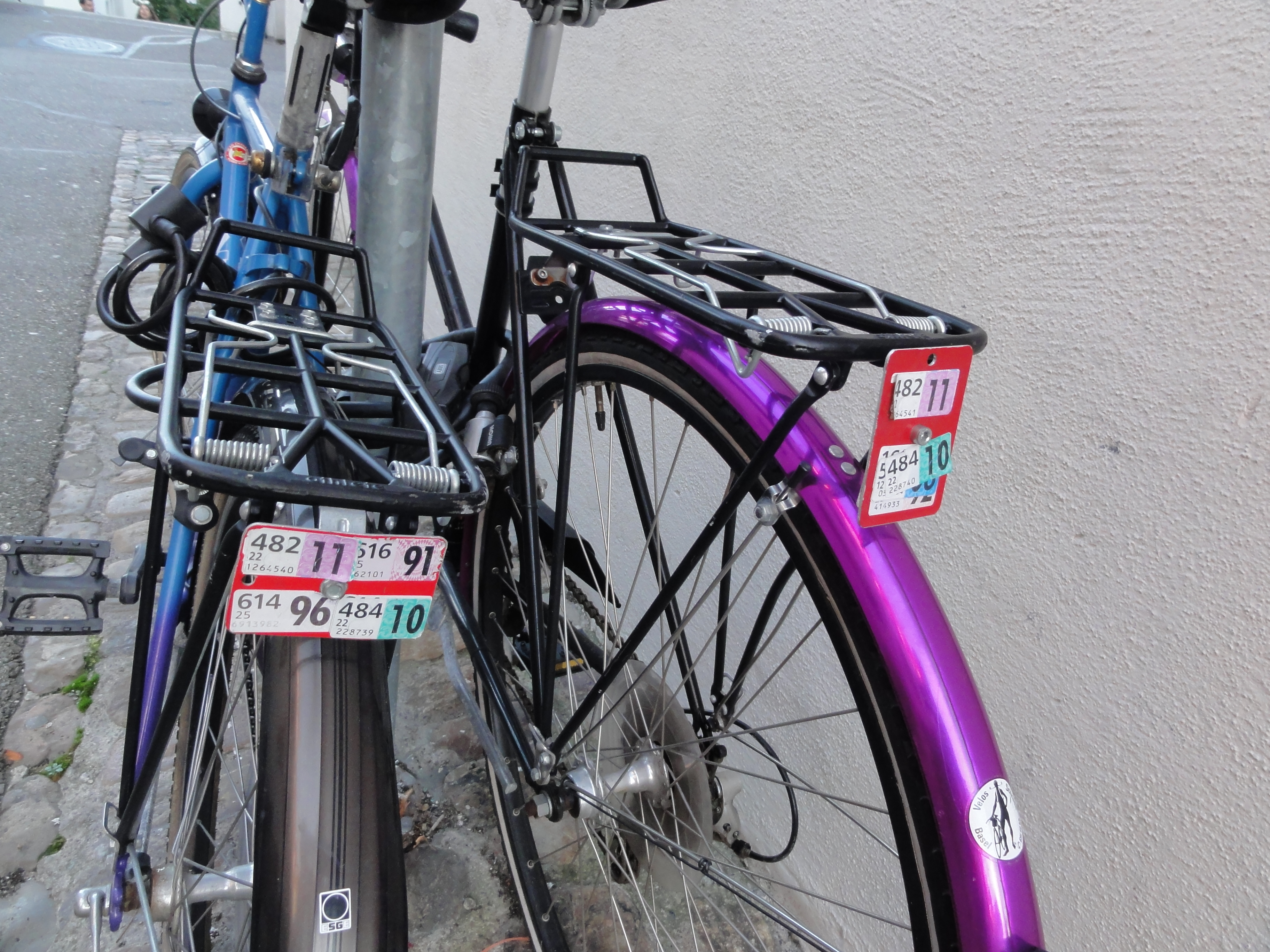
Vignetten auf ungeprägter Grundplatte, angeschraubt am dafür vorgesehenem Loch am Gepäckträger

Das Kennzeichen war grundsätzlich auf andere Fahrräder übertragbar.
Für die Vignetten ab 1989 bot der Fachhandel dazu ungeprägte Grundplatten entsprechend den früheren Alu-Nummern an, die zum Beispiel mit einem Plastikclip einfach am Rahmen befestigt werden könnten. Da der Umstand der Übertragbarkeit jedoch in der Öffentlichkeit weitgehend unbekannt war, wurde davon nur selten Gebrauch gemacht. Für die alten Nummernplatten galt auch die Vorschrift, dass diese hinten und senkrecht angebracht werden mussten. Bei den Aufklebern war es dem Benutzer überlassen, wo und wie er diese am Fahrrad anbrachte. Das dürften die Hauptgründe sein, warum bald nach dem Abschaffen der geprägten Alu-Nummer die Plastikclips wegen nachlassendem Absatz vom Markt verschwunden sind. Die Vignette wurde meist direkt auf den Velorahmen bzw. auf die angeschraubte Grundplatte geklebt. Viele Gepäckträger verfügten über eine «Nase» mit einem zum Anschrauben dieser Grundplatte vorgesehenen Loch. Die Übertragbarkeit wurde zusätzlich dadurch erschwert, dass die Etiketten seit einiger Zeit so beschaffen waren, dass sie – nach dem Muster der nicht übertragbaren Autobahnvignetten – beim Ablösen zerreissen.